# 해군잠수함사령부
해군잠수함사령부(海軍潛水艦司令部, R.O.K. Navy Submarine Force Command)는 수중전에 특화된 대한민국 해군작전사령부 예하 사령부로, 경상남도 창원시 진해구에 있는 진해 해군기지에 본부를 두고 있다.

## 역사
1990년에 코리아다코마 조선소에서 돌고래급 잠수정과 독일으로부터 인수한 SS-061 장보고 잠수함으로 제5성분전단 소속 제57잠수함전대를 창설하였다. 제57잠수함전대는 1995년 10월 1일에 제9잠수함전단으로 재편성되었다.
1997년 3월 2일, 제92잠수함전대가 창설되었다.
2008년 10월 1일, 214급 잠수함인 손원일함과 안중근함을 인수하여 214급으로만 편성된 제95잠수함전대를 창설하였다.
2015년 2월 1일 제9잠수함전단을 모체로 잠수함사령부를 창설하였고 초대 사령관은 윤정상 해군소장이 임명되었다. 잠수함사령부는 미국, 일본, 프랑스, 영국, 인도의 뒤를 이어 6번째로 설립되었다.
전단 소속 SS-062 이천함이 Tandem Thrust '99 연습에 참가하여, 현지시각으로 3월 26일 오전 11시 3분에 괌 남서부에서 제7함대 옛 기함인 USS 오클라호마 시티 (CL-91)를 격침시켰다.
2017년 2월 1일, 제97잠수함전대가 창설되었다.
2019년에는 홍범도함이 해군에 인수되었다.

## 편성
- 사령부 본부
- 제91잠수함전대
- 제92잠수함전대; 1997년 3월 2일, 창설[3]
- 제93잠수함전대
- 제95잠수함전대; 2008년 10월 1일, 창설[4] ~ 현재
- 제96잠수함전대
- 제97잠수함전대; 2017년 2월 1일, 창설[11] ~ 현재
- 제909교육훈련전대

## 참고
1. ↑  김당 (1995년 12월 21일). “해군의 숙원 ‘잠수함 전단’ 떴다”. 시서저널. 2023년 6월 24일에 확인함.
2. ↑  김옥빈 (2013년 10월 2일). “해군, '제9잠수함전단 창설 18주년 기념식' 개최”. 아시아투데이. 2015년 2월 1일에 확인함.
3. 1 2  우보라 (2017년 3월 3일). “해군 92잠수함전대 20주년 기념식”. 경남도민일보. 2023년 6월 24일에 확인함.
4. 1 2 3  윤병노 (2013년 8월 5일). “해군, 214급 잠수함 ‘안중근함’ 공개”. 국방일보. 2015년 2월 1일에 확인함.[깨진 링크(과거 내용 찾기)]
5. ↑  김병륜 (2008년 10월 6일). “해군, 214급 잠수함 전대 창설”. 국방일보. 2015년 2월 1일에 확인함.[깨진 링크(과거 내용 찾기)]
6. ↑  이상현 (2015년 2월 2일). “해군 잠수함사령부 창설식 열려”. 노컷뉴스. 2015년 2월 2일에 확인함.
7. ↑  김호준 (2015년 2월 1일). “작전권 갖춘 잠수함사령부 창설…세계 6번째”. 연합뉴스. 2015년 2월 1일에 확인함.
8. ↑  디지털뉴스팀 (2015년 2월 1일). “잠수함사령부 창설···미·일 등 이어 세계 6번째”. 2023년 11월 5일에 확인함.
9. ↑  “한국군 '잠수함사령부' 창설..."북한 위협 억제"”. 2015년 2월 2일. 2023년 11월 5일에 확인함.
10. ↑  “Former Flagship for 7th Fleet Sunk in Missile Exercise”. 《ussokcity.com》 (영어). 2015년 2월 1일에 확인함.
11. 1 2  김동민 (2017년 2월 1일). “해군 97잠수함전대 창설식”. 연합뉴스. 2017년 2월 2일에 확인함.
12. ↑  기자, 박성진 (2018년 1월 19일). “해군, 수중에서 10일 이상 작전 가능한 잠수함 '홍범도함’ 인수···5월 실전배치”. 2023년 11월 5일에 확인함.